# 聖安德魯斯、鄧凱爾德暨鄧布蘭教區
聖公會聖安德魯斯、鄧凱爾德暨鄧布蘭教區（英語：Diocese of St Andrews, Dunkeld and Dunblane）是蘇格蘭聖公會的一個教區。
聖安德魯斯、鄧凱爾德和鄧布蘭教區分别成立於906年、1114和1162年。鄧凱爾德和鄧布蘭教區1776年合併，並於1842年與聖安德魯斯教區合併至今。目前教區轄區包括伯斯郡、法夫、史特靈郡中部和東部、金羅斯郡和克拉克曼南郡，教座為位於伯斯的聖尼尼安座堂。當選主教為伊恩‧帕頓。